# نانو رم

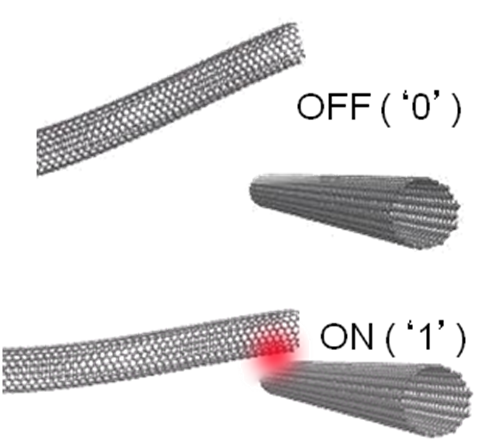
شکل ۲: نقاط تماس با نانولوله‌های کربن

نانو رم (Nano-RAM) یک فناوری حافظه رایانه اختصاصی از شرکت نانتیرو (Nantero) است که یک نوع حافظه دسترسی تصادفی غیر فرار بر اساس موقعیت نانولوله کربنی است که در یک بستر شبیه تراشه قرار می‌گیرد. از نظر تئوری، اندازه کوچک نانولوله‌ها باعث می‌شود که حافظه‌هایی با چگالی بسیار بالا باشند. نانتیرو همچنین از آن به عنوان NRAM یاد می‌کند.

## فناوری
نسل اول فناوری نانتیرو NRAM بر پایه یک دستگاه نیمه‌رسانا سه ترمینال است که در آن ترمینال سوم برای تعویض سلول حافظه بین حالت‌های حافظه استفاده می‌شود. نسل دوم فناوری NRAM مبتنی بر یک سلول حافظه دو ترمینال است. سلول دو ترمینال دارای مزایایی مانند اندازه سلول کوچکتر، مقیاس پذیری بهتر نسبت به نودهای sub-20 نانومتر است و توانایی غیرفعال کردن سلول حافظه در طول ساخت.
در یک ماتریس فابریک نبافته از نانولوله‌های کربنی (CNTs)، نانولوله‌های متقاطع بسته به موقعیت آنها می‌توانند تماس پیدا کنند یا کمی از هم جدا شوند. هنگام تماس، نانولوله‌های کربنی توسط نیروی واندروالسی در کنار هم قرار می‌گیرند. هر سلول "NRAM" از شبکه ای بهم پیوسته از CNTها واقع شده‌است که بین دو الکترود قرار دارد و در شکل ۱ نشان داده شده‌است. بافت CNT بین دو الکترود فلزی قرار دارد که توسط فوتولیتوگرافی تعریف و شیاردار می‌شود و سلول NRAM را تشکیل می‌دهد.

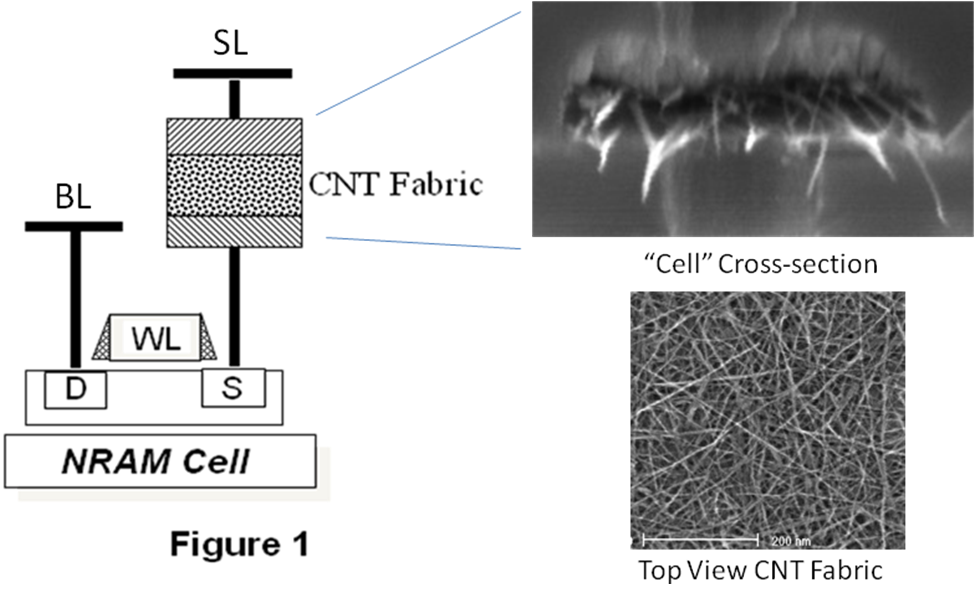
پارچه نانولوله کربنی

## تاریخچه
نانتیرو در سال ۲۰۰۱ تأسیس شد و مقر آن در ووبورن، ماساچوست است.
با توجه به سرمایه‌گذاری گسترده در کارخانه‌های ساخت نیمه هادی فلش، با وجود پیش‌بینی‌ها در اوایل سال ۲۰۰۳ از سرعت و تراکم قریب‌الوقوع NRAM، هیچ حافظه جایگزینی جایگزین فلاش در بازار نشده‌است. ۵، NRAM به عنوان حافظه جهانی ارتقاء یافت، و نانترو پیش‌بینی کرد که تا پایان سال ۲۰۰۶ تولید خواهد شد. ر آگوست سال ۲۰۰۸، لاکهید مارتین مجوز انحصاری برای برنامه‌های دولتی از مالکیت معنوی نانتیرو کسب کرد. در اوایل سال ۲۰۰۹، نانترو ۳۰ اختراع ثبت شده در ایالات متحده و ۴۷ کارمند داشت، اما هنوز در مرحله مهندسی بود. در ماه مه سال ۲۰۰۹، نسخه ای NRAM مقاومت در برابر اشعه در مأموریت STS-125 شاتل فضایی آتلانتیس ایالات متحده مورد آزمایش قرار گرفت.
۳۱ آگوست ۲۰۱۶. دو کسب و کار نیمه رسانا فوجیتسو مجوز فناوری Nantero NRAM با توسعه مشترک نانتیرو-فوجیتسو برای تولید تراشه در سال ۲۰۱۸ را دارند.